# Национальная футбольная конференция
Национальная футбольная конференция, НФК (англ. National Football Conference, NFC) — одна из двух конференций Национальной футбольной лиги. Была сформирована перед стартом сезона 1970 года после слияния НФЛ и Американской футбольной лиги. На момент создания она включала в себя тринадцать команд, позднее это число было увеличено до шестнадцати. С 2002 года конференция разделена на четыре дивизиона по четыре команды.
Чемпион конференции становится обладателем Джордж Халас Трофи. Приз назван в честь Джорджа Халаса, в прошлом владельца клуба «Чикаго Беарз» и первого президента НФК. Победитель плей-офф Национальной футбольной конференции также получает право сыграть в Супербоуле против победителя Американской футбольной конференции.
Действующим чемпионом конференции являются «Лос-Анджелес Рэмс», в январе 2022 года обыгравшие «Сан-Франциско Форти Найнерс» со счётом 20:17.

## Участники
При создании конференции в её состав вошли тринадцать команд, ранее игравших в НФЛ. Существовало пять вариантов распределения команд, каждый предусматривал три дивизиона, в состав одного из которых входило пять клубов, а в два других — по четыре. В результате в состав Восточного дивизиона вошли «Даллас Каубойс», «Нью-Йорк Джайентс», «Филадельфия Иглз», «Сент-Луис Кардиналс» и «Вашингтон Редскинс»; в Центральный дивизион вошли «Чикаго Беарз», «Детройт Лайонс», «Грин-Бей Пэкерс» и «Миннесота Вайкингс»; Западный дивизион составили «Атланта Фэлконс», «Лос-Анджелес Рэмс», «Нью-Орлеан Сэйнтс» и «Сан-Франциско Форти Найнерс». 
В настоящее время в состав конференции входит шестнадцать клубов, разбитых на четыре дивизиона. Эта структура существует с 2002 года, когда была создана команда «Хьюстон Тексанс», а «Сиэтл Сихокс» были переведёны из Американской футбольной конференции в Национальную.

## Формат сезона
В регулярном чемпионате каждая команда проводит по шестнадцать матчей: по две игры против команд своего дивизиона, четыре матча против команд одного из дивизионов НФК, четыре матча против команд одного из дивизионов АФК, по одной игре против команд двух других дивизионов НФК. Порядок встреч клубов различных дивизионов меняется циклично и учитывает итоговое положение команд в предыдущем сезоне.
С 1990 по 2019 год в плей-офф от конференции выходило шесть клубов: четыре победителя дивизионов и две лучшие команды среди остальных. Обладатели первых двух номеров посева пропускали раунд уайлд-кард. Перед началом сезона 2020 года было принято решение о расширении плей-офф ещё на две команды, по одной от каждой конференции. Раунд уайлд-кард при такой схеме пропускает только команда, посеянная под первым номером.  